# La zia
La zia è un singolo della cantautrice italiana Serena Brancale e del produttore discografico italiano Dropkick_m, pubblicato il 10 maggio 2024.

## Descrizione
Si tratta della seconda collaborazione tra i due artisti, dopo Baccalà. Il singolo, cantato in dialetto barese, ha come protagonista una donna spacciatrice, che ha vissuto nel quartiere barese di Japigia ed è dolce con i bambini.
Parlando del significato della canzone, la cantautrice ha aggiunto:
Musicalmente il brano è realizzato con la tecnica del finger drumming e presenta ritmi mediterranei e arabeggianti. Esso è composto con un tempo moderato di 95 battiti per minuto e in tonalità di Sol maggiore.

## Accoglienza
All Music Italia assegna al brano un punteggio di 8,5 su 10, lodandone sia il ritmo, che "rimane ossessivo, tantrico e sensuale" e ricorda i ritmi mediterranei, sia il testo definito "misterioso, estremamente ironico e super interessante da un punto di vista sonoro". La melodia del singolo è stata inoltre paragonata a Naughty Girl della cantautrice statunitense Beyoncé.

## Video musicale
Il video musicale relativo al brano è stato girato su un terrazzo di Alberobello e vi compaiono dei trulli, Dropkick_m che suona l'MPC e delle signore che realizzano pasta fatta a mano.

## Tracce
Testi di Serena Brancale, Manuel Finotti e Massimiliano Marchio, musiche di Manuel Finotti e Massimiliano Marchio.
1. La zia – 2:18